# ساجي (اسم)
ساجي هو اسم علم مذكر من أصل عربي، ومعناه هو بمعنى الساكن الدائم اللين الهادئ، من الفعل سجى قال تعالى: ﴿والليل إذا سجى﴾ [ الضحى 2]، والساجي الليل إذا اشتد ظلامه.

## شخصيات تحمل الاسم
- ساجي المرشد (1931 – 1998)
- ساجي المعلم   ( 2010 _ الى الان)

## وصلات خارجية
- موسوعة السلطان قابوس لأسماء العرب نسخة محفوظة 5 أبريل 2019 على موقع واي باك مشين.